# Saxonia (simbol)
- Vezi și: Saxonia (dezambiguizare).

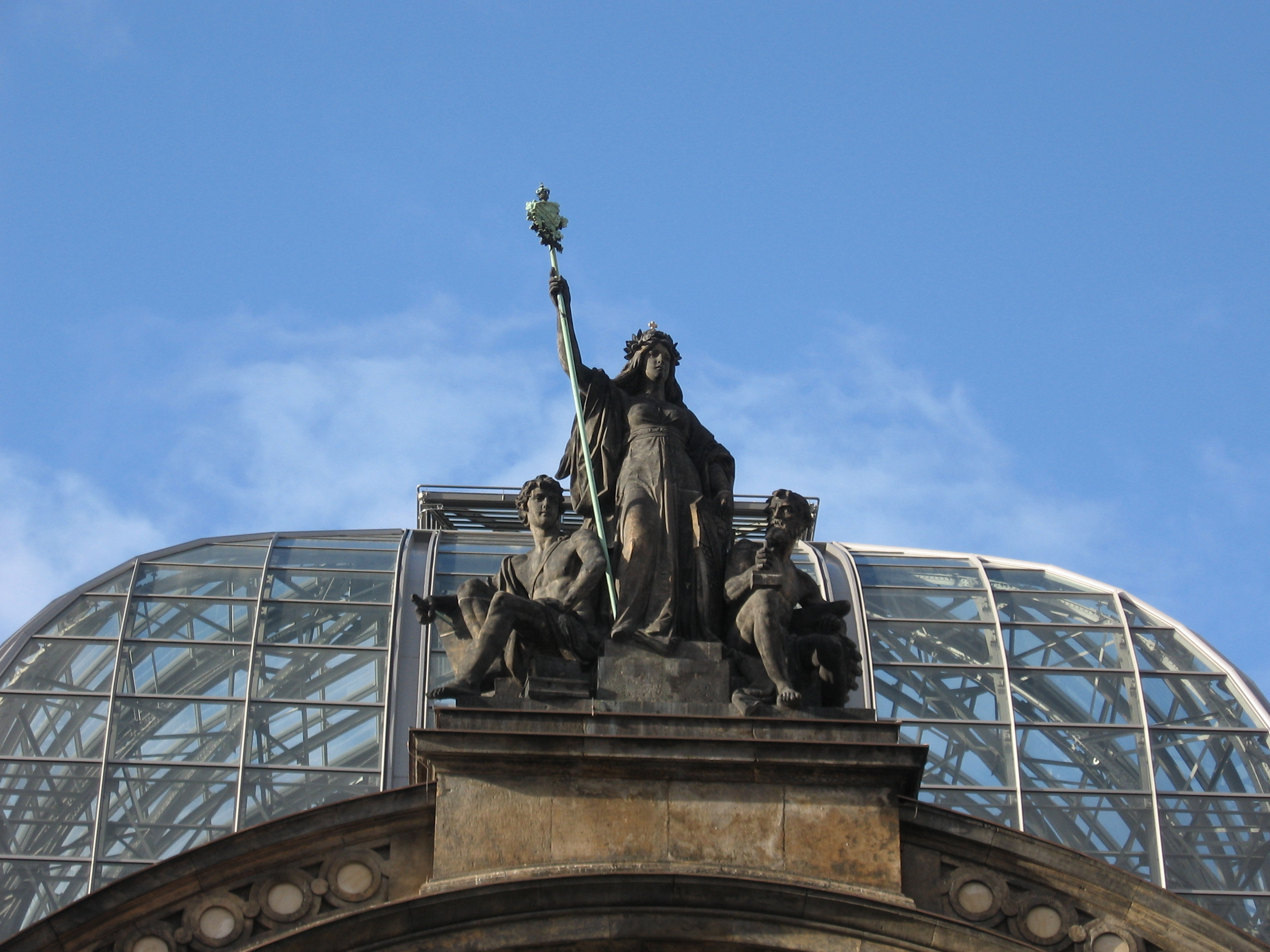
Statuie Saxonia, Gara Centrală din Dresda

Saxonia este simbolul feminin și patroana protectoare al ținutului Saxonia, ea apărând ca figură alegorică personificată în diferite orașe saxone, în mod asemănător cu „Berolina 
Bavaria”. 
Statuile ei de exemplu au fost realizate de Anton Dietrich, una din ele putând fi văzută pe clădirea Ministerului de Finanțe, iar cealaltă pe clădirea gării centrale de cale ferată din Dresda.